# Castello di Oppido
Das Castello di Oppido ist die Ruine einer Burg in der Gemeinde Oppido Lucano in der italienischen Region Basilikata, Provinz Potenza. Mit ihrem Bau wurden zwei Ziele verfolgt: Zum einen die Überwachung der Verbindungswege von Melfi ins Innere der Basilikata,  zum anderen die Nutzung des Territoriums zum Überleben.

## Geschichte

### Der normannische Bau
Alles lässt darauf schließen, dass das Castello di Oppido zwischen 1047 und 1051, in der Zeit der Kämpfe zwischen dem Grafen von Acerenza, Riccardo Quarel, dem Sohn des Asclittino, und Drogone, einem der Söhne des Tankredi d’Altavilla, erbaut wurde. Der Konflikt wurde zugunsten von Drogone entschieden, dessen Söhne bis zum Beginn des folgenden Jahrhunderts Herren von Oppido Lucano blieben, als einer von ihnen, Giovanni, ein Mann von bemerkenswerter Kultur, Musikwissenschaftler und Musiker, fasziniert vom jüdischen Glauben, den israelischen Glauben annahm, um seine Tage in Ägypten zu beschließen, nachdem er fast durch den gesamten Mittelmeerraum gewandert war und seinen Glauben so nah wie möglich an Orten gelebt hatte, die der jüdischen Tradition am Herzen liegen. Die Chronik seines Lebens, in Hebräisch geschrieben, enthält dank vieler Bezüge zu Italien einen Beweis für die Existenz des Castello di Oppido im 11. Jahrhundert, sie bietet auch ein Zeugnis der tatsächlichen Herrschaft der Normannen dort. Dieses Volk baute prächtige Kirchen, wovon die bekannten Kathedralen in dieser Hinsicht ein Zeugnis ablegen. Oppido Lucano hatte keine Kathedrale, wie Tolvo oder San Chirico, und doch war seine Burg sicherlich mit der Kirche verbunden, d. h., ein Treffpunkt, um seinen Glauben und die Verbundenheit mit dem Papsttum, das in diesen Jahren immer wieder seine Rechte forderte, gemeinsam auszudrücken.

#### Motive für den Bau
Die Burg wurde nicht so sehr und nicht nur für militärische Zwecke errichtet, sondern um Ritter zu beherbergen, und für eine neue Organisation der umgebenden Territorien; das Castello di Oppido sollte daher die Kultivierten des Landes anziehen und gleichzeitig den Fluss Bradano rechts und links beschützen, um vor allem das Vordringen der Sarazenen zu verhindern.

### Die Zeit des Haues Anjou
Sie behielt jedoch den Eindruck ihrer Masse, so sehr, dass es in den Bränden von 1642 „Castrum magnum“ genannt wurde. Die Kontrolle der Verbindungswege zwischen Melfi und Kalabrien zeigte sich darüber hinaus als lebenswichtig für das Überleben und für die Umsetzung der ehrgeizigen Entwürfe, die von den zwölf normannischen Führern formuliert worden waren, die ihren Bezugspunkt in der Stadt Melfi festgelegt hatten. Aus der staufischen Zeit gibt es keine Zeugnisse über das Castello di Oppido, das später mit dem Haus Anjou wieder als Lehen im Kopf auftaucht, d. h., als Lehen, das direkt vom König vergeben wird. Unter den neuen Lehensherren waren auch solche mit königlichem Blut. Während der Herrschaft des Hauses Anjou war Oppido Lucano Austragungsort der einzigen bekannte kriegerischen Auseinandersetzung seiner Geschichte, die im März des Jahres 1348 die ungarischen Truppen König Ludwigs des Großen in dem der Königin Johanna I. von Neapel treuen Dorf anrichteten.

### Die Zeit der Zurlos und Orsinis (15.–16. Jahrhundert)
Im 15. Jahrhundert fiel das Lehen an die Familie Zurlo. Anfang des 16. Jahrhunderts brachte es Caterina Zurlo als Mifgift in die Ehe mit Mario Orsini ein. Die Familie römischen Ursprungs behielt das Lehen bis in die ersten Jahre des 18. Jahrhunderts.

### 17.–18. Jahrhundert
Wegen der hohen Schulden, die durch die schlechte Verwaltung einiger Mitglieder der Familie Orsini verursacht worden waren, ging das Lehen Anfang des 18. Jahrhunderts in Sequestration. Das Sacro Regio Consiglio (höchstes Gericht im Königreich Neapel) beauftragte D. Petro Vinacchia, als „Tavolario“ (dt.: Bauingenieur) eine Schätzung des Dorfes und seines Territoriums zu erstellen. Der Bericht dieses Funktionärs war ziemlich minutiös und ermöglicht uns u. a. eine zufriedenstellende Rekonstruktion der Burg und der alten Siedlung, die schon mit einer Mauer umschlossen war.

## Beschreibung
Sehr genau ist die Beschreibung der Burg, die mit zwei Ecktürmen und weiteren zwei zylindrischen Wachtürmen am Eingang ausgestattet war, zu dem man über eine Zugbrücke gelangte.
Es ist wahrscheinlich, dass das, was Vinaccia beschrieb, die einfache normannisch-staufische Anlage der Burg war, vielleicht mit einem Einschluss aus der Zeit des Hauses Anjou, bestehend aus zylindrischen Türmen mit angeschrägter Basis. Ihre „Aktualisierung“ muss wegen des frühen Verlustes ihrer strategischen Bedeutung überflüssig geworden sein. Im Übrigen war die Burg, wenn man vom gelegentlichen Aufenthalt einiger Mitglieder der Familie Orsini absieht, nie von ihren Herren bewohnt, oft nicht einmal von ihren Verwaltern. Ganz sicher wohnten dort nicht die De Marinis, Markgrafen von Genzano, die letzten Lehensherren von Oppido Lucano. Ihre Erben verkauften die Burg um 1880 an den Rechtsanwalt Gerardo de Pilato, der sie teilweise abreißen und so umbauen ließ, dass man fast die einfache Konstruktion nicht mehr erkannte.
Heute erhebt sich der Ostflügel, der von den Burgherren bewohnt ist, von hässlichen Wohnhäusern umgeben, noch mit der Majestät seiner Mauern; der größte Teil des Gebäudes ist in einem schlechten Zustand, zwei der zylindrischen Türme gibt es nicht mehr, der andere ist noch auf einem Foto von 1915 zu sehen.
Wegen des Geländes hat die Burg eine unregelmäßige Form, deren Grundriss fast ein Trapez darstellt, auf dessen Längsseite sich die großartige Fassade erstreckt, ursprünglich von vier zinnenbewehrten Türme umgeben, d. h., zwei Ecktürmen mit quadratischem Grundriss und zwei Rundtürmen dazwischen, um das große Eingangstor zu bewachen. Aus den Ergebnissen der archäologischen Untersuchungen ist es schwierig, Schlüsse auf die Form und den Aufbau der Burg zu ziehen, weil die bis heute erhaltenen Dokumente nur wenig Klarheit bringen.